# Emblema delle Comore
L'emblema delle Comore è il simbolo araldico ufficiale del paese, adottato nel 1975. Al centro si trova un crescente montante, al cui interno si trovano quattro stelle a cinque punte, sovrapposto a un sole stilizzato con otto raggi. Sia il simbolo della mezzaluna che il colore verde sono caratteristici dell'Islam. A contorno di questi elementi si trova internamente la scritta del vecchio nome del paese in francese e arabo: Repubblica Federale Islamica delle Comore. Nella parte più esterna sono poi raffigurati due rami di ylang che nella parte bassa si uniscono nella scritta del motto nazionale: Unité, Justice, Progrès (Unità, Giustizia, Progresso).

## Emblemi storici

Emblema dello Stato delle Comore (1975-1978)
Emblema della Repubblica Federale Islamica delle Comore e dell'Unione delle Comore (1978-2016)